# Unidad de Inteligencia Financiera (México)
La Unidad de Inteligencia Financiera (UIF, por sus siglas) es una Unidad Administrativa de la Secretaría de Hacienda y Crédito Público de México encargada de recibir, analizar y diseminar información relacionada con la prevención, detección y combate a los delitos de operaciones con recursos de procedencia ilícita (comúnmente conocido como lavado de dinero) y del financiamiento al terrorismo. Su insumo principal son los reportes y avisos remitidos por entidades financieras y actividades vulnerables no financieras. .
La UIF fue creada el 7 de mayo de 2004, durante la administración del presidente Vicente Fox Quesada.

## Titulares
| Titular                        | Periodo     |
| ------------------------------ | ----------- |
| Concepción Patiño Cestafe      | 2004 - 2006 |
| Agustín Acosta Azcón           | 2006        |
| Luis Urrutia Corral            | 2006 - 2010 |
| José Alberto Balbuena Balbuena | 2011 - 2012 |
| Alberto Bazbaz Sacal           | 2012 - 2018 |
| Orlando Suárez López           | 2018        |
| Santiago Nieto Castillo        | 2018 - 2021 |
| Pablo Gómez Álvarez            | 2021 - 2025 |
| Omar Reyes Colmenares          | 2025 -      |